# پیچسکا (استان اوپوله)
پیچسکا (به لهستانی: Pieczyska) یک منطقهٔ مسکونی در لهستان است که در گمینا شویرچوو واقع شده‌است.